# Stuart Immonen
Pour les articles homonymes, voir Immonen.
Stuart Immonen est un dessinateur canadien de comics.

## Biographie
Il a longtemps travaillé sur Legion of Super-Heroes et différents titres consacrés à Superman, sur lesquels il collabore avec le scénariste Karl Kesel, mais également apprend à écrire lui-même ses scénarios.
Depuis, il a travaillé sur Thor avec Dan Jurgens, sur Hulk avec Bruce Jones, sur Ultimate Fantastic Four avec Warren Ellis et sur Ultimate X-Men avec Brian Vaughan.
Il travaille actuellement[Quand ?] sur la série Ultimate Spider-Man à partir du numéro 111, chez Marvel, sur des scénarios de Brian Michael Bendis, mais également sur All-New Captain America, sur un scénario de Rick Remender.
Il est marié à Kathryn Immonen scénariste de comics.

## Publications
- Action Comics
- JLA : Final Night, crossover DC dont il réalise la partie graphique, traduit par Extinction chez Semic
- Nextwave, série de 12 numéros, chez Marvel, sur des scénarios de Warren Ellis
- Rising Stars #14 (publié dans le n° 7 de la revue VF),
- Sebastian X, aux Humanoïdes associés, scénarisée par Michaelangelo La Neve. Le tome 1, La Mort a deux visages, a pour héros un surfeur rebelle dans un monde dominé par une puissance religieuse détentrice du secret d'un remède miracle.
- ShockRockets (mini-série en 6 épisodes)
- Sojourn #7 (traduit dans Crossgen Universe 8)
- Superman : Secret Identity (Identité Secrète en VF), mini-série DC Comics qui racontent sous la plume de Kurt Busiek l'histoire d'un jeune homme baptisé Clark Kent qui se découvre les pouvoirs de Superman.
- Superman : End of Century  (Fin de siècle en VF) one-shot DC Comics  qu'il scénarise et peint, une aventure de Superman confronté aux histoires de famille et de magie de Lex Luthor et son ex-femme, alors que les festivités du nouveau millénaire approchent.
- Superstar, publié par Gorilla/Image Comics, scénarisé par Kurt Busiek, projet alléchant qui fera l'objet d'un preview et d'un one-shot mais ne connaîtra pas de suite à cause des déboires du label.
- Ultimate Fantastic Four, série Marvel traduite par Panini, dont il illustre les histoires de Warren Ellis depuis le numéro 7 jusqu'au 12 paru en France dans revue du même nom publiée par à partir du numéro 4 Chez
- Ultimate X-Men, série Marvel, à partir du # 54 US sur des scénarios de Brian K. Vaughan.
- The Magic Order, volume 2, sur un scénario de Mark Millar.

## Récompenses
- 2010 : 
  - prix Joe-Shuster du meilleur dessinateur pour Ultimate Spider-Man n°130-3, New Avengers n°55-60, Fantastic Four n°569 et « Trampoline Hall », dans The CBLDF Presents Liberty Comics t. 2
  -  prix Inkpot, pour l'ensemble de sa carrière
- 2012 : prix Joe-Shuster du meilleur dessinateur pour Fear Itself n°1-7 ; « Queen, King, Off-Suit », dans X-Men: To Serve and Protect n°4 et « Say You're Dead », dans Outlaw Territory t. 2
- 2017 : Temple de la renommée de la bande dessinée canadienne
- 2018 : prix Joe-Shuster du meilleur dessinateur pour Amazing Spider-Man no 25-31, 789, Marvel Legacy no 1, Empress no 7
- 2019 : prix Joe-Shuster du meilleur dessinateur pour Isola